# Xã Brown, Quận Linn, Iowa
Xã Brown (tiếng Anh: Brown Township) là một xã thuộc quận Linn, tiểu bang Iowa, Hoa Kỳ. Năm 2010, dân số của xã này là 2.095 người.